# Îles Salomon aux Jeux olympiques d'été de 2004
Les Salomon ont envoyé deux athlètes aux Jeux olympiques de 2004 de Athènes en Grèce.

## Résultats

### Athlétisme
100 mètres hommes
- Francis Manioru
  - 1er tour : 11 s 05 (7e dans la 8e série, 69e au total)

100 mètres femmes
- Jenny Keni
  - 1er tour : 12 s 76 (8e dans la 5e série, 84e au total)

## Officiels
- Président : Charles Dausabea
- Secrétaire général : Martin Alufurai